# Szent Miklós-fatemplom (Dumbravica)
A dumbravicai Szent Miklós-fatemplom műemlékké nyilvánított épület Romániában, Hunyad megyében. A romániai műemlékek jegyzékében a  HD-II-m-A-03313 sorszámon szerepel.